# 永盛县 (缅甸)
永盛县，缅甸仰光省下辖的一个县，同时该县全境是仰光市的一部分。

## 历史沿革
2022年4月30日，缅甸政府以仰光北县永盛镇区、莱达雅东镇区和莱达雅西镇区新设永盛县。

## 行政区划
永盛县下辖永盛镇区、莱达雅东镇区和莱达雅西镇区3个镇区。